# Wiktor Kulerski (starszy)
Wiktor Kulerski, pseudonim Wiktor Radzyński (ur. 20 marca 1865 w Frankenheyn, zm. 18 września 1935 w Owczarkach koło Grudziądza) – polski działacz społeczno-polityczny, dziennikarz i wydawca, senator II i III kadencji.

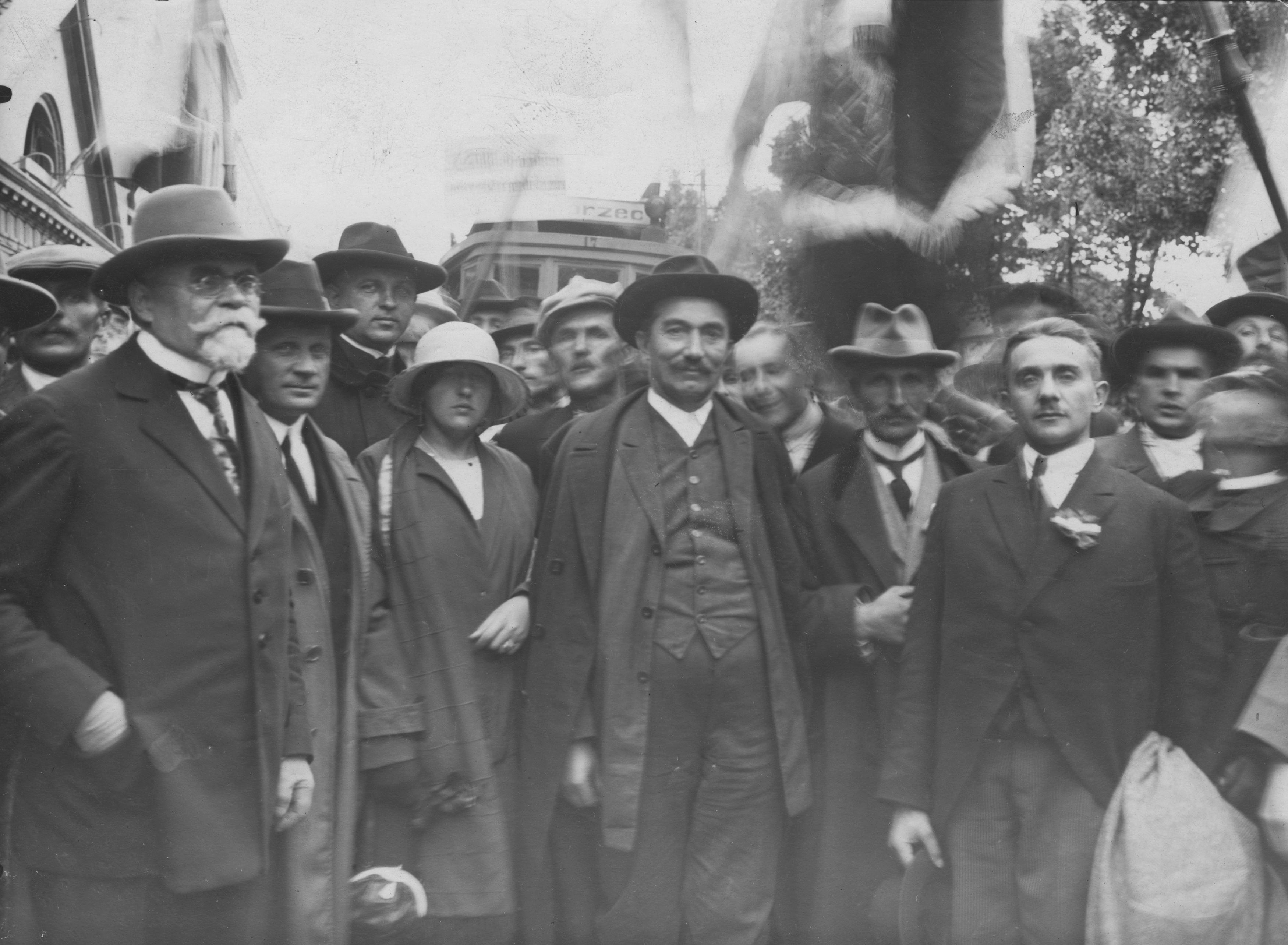
Wiktor Kulerski (z lewej) z Wincentym Witosem w Grudziądzu w czerwcu 1925

## Życiorys
Rodzicami Wiktora Kulerskiego byli Tomasz (nauczyciel) i Maria z Musolffów. Dzieciństwo spędził w Radzyniu Chełmińskim, gdzie ukończył szkołę ludową. Następnie uczęszczał do gimnazjum w Lubawie i Królewsko-Pruskiego Seminarium Nauczycielskiego Męskiego w Grudziądzu. Z tego ostatniego został w 1883 wydalony przez władze pruskie za zorganizowanie potajemnych obchodów 200. rocznicy odsieczy wiedeńskiej. Uprawnienia nauczycielskie zdobył w 1887 w trybie eksternistycznym. Podjął wykonywanie tego zawodu w Sopocie, jednak z powodu szykan władz pruskich zaniechał wykonywania go w 1890. W tym samym roku założył w Sopocie, wraz z żoną Józefą z Kolskich, pensjonat „Dom Polski”. Zajmując się jego reklamą, rozpoczął współpracę z „Gazetą Gdańską”, której redaktorem został na początku 1893. Redagował też „Gazetę Polską” ukazującą się w Berlinie, gdzie przebywał na przełomie lat 1891 i 1892. 
W 1894 ponownie zamieszkał w Grudziądzu, gdzie założył drukarnię (obecna ulica 23 stycznia) i zaczął wydawać własne czasopismo – „Gazetę Grudziądzką”. Pierwszy numer, wydrukowany około 30 września, ukazał się z data 2 października w nakładzie 500 egzemplarzy. W chwili wybuchu I wojny światowej „Gazeta Grudziądzka” osiągnęła nakład ok. 136 000 i było to największe polskie pismo na świecie.
Wiktor Kulerski zajmował się publicystyką i był autorem większości artykułów wstępnych do gazety. Umieszczał też w niej własne tłumaczenia nowel i opowiadań, głównie z języka francuskiego. 
Przez dwie kadencje (w latach 1903–1911) był posłem do Reichstagu w Berlinie, członkiem Koła Polskiego w Reichstagu. Pod koniec 1912 założył w Grudziądzu Katolicko-Polską Partię Ludową, którą po zakończeniu I wojny światowej przyłączył do Polskiego Stronnictwa Ludowego „Piast”. 11 listopada 1918 został pierwszym przewodniczącym polskiej Rady Ludowej w Grudziądzu. 
Po zamachu majowym stał się przeciwnikiem Józefa Piłsudskiego. Był senatorem II kadencji wybranym w 1928 w województwie poznańskim z listy PSL „Piast”, w 1930 uzyskał reelekcję. W 1931 wraz z PSL „Piast” przystąpił do Stronnictwa Ludowego, od 1933 zasiadał w jego radzie naczelnej. Wygłosił wiele przemówień potępiających sanację. W procesie brzeskim wystąpił jako świadek obrony. 
Zmarł w swoim domu w Owczarkach pod Grudziądzem 18 września 1935. Pochowany został na cmentarzu katolickim w Grudziądzu.
Tego samego imienia i nazwiska używa jego wnuk, właściwie Witysław Wiktor Dys-Kulerski.

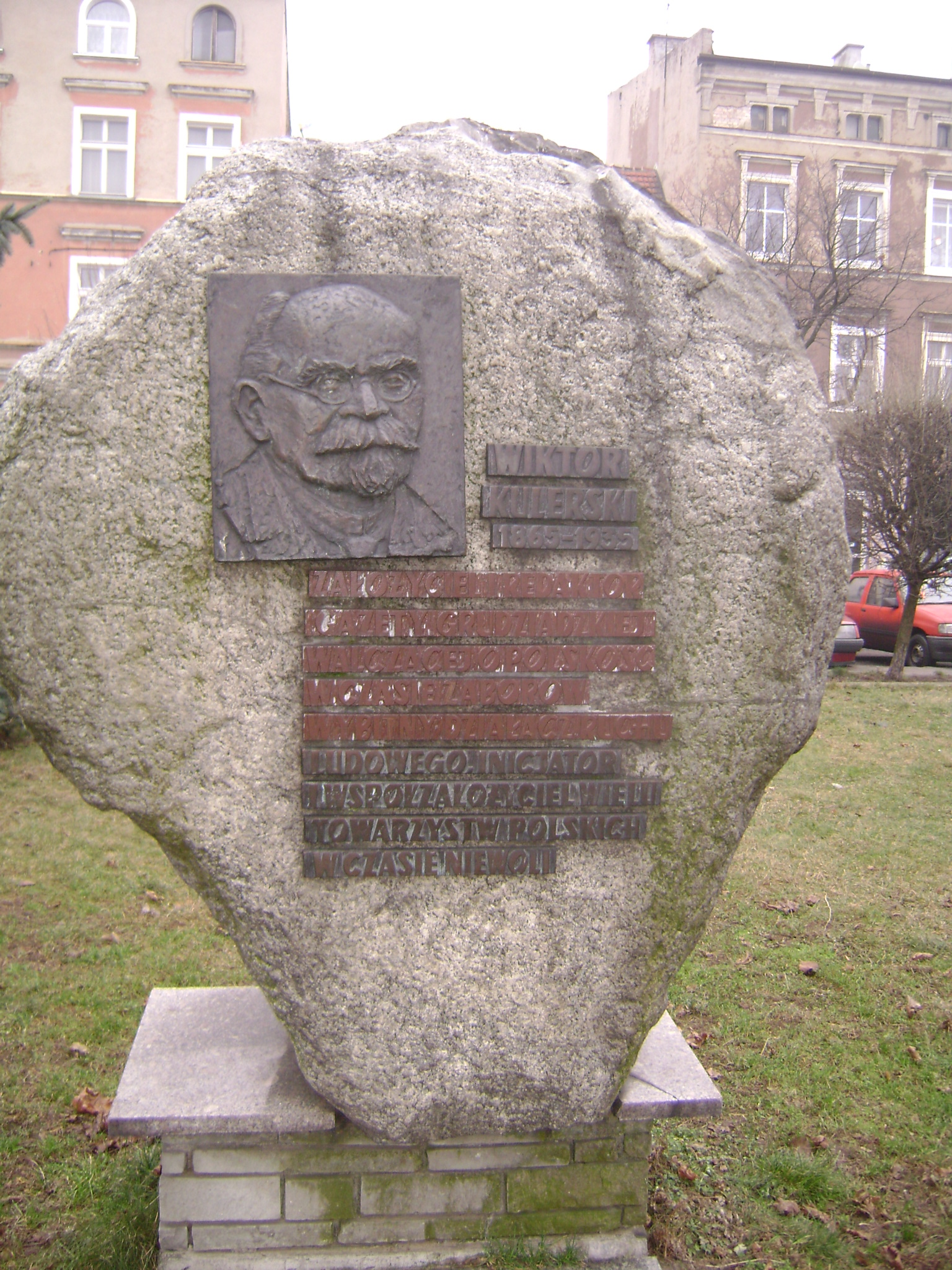
Tablica upamiętniająca Wiktora Kulerskiego w Grudziądzu